# 塔工总管
塔工基巧（藏語：དྭགས་ཀོང་སྤྱི་ཁྱབ་），簡稱工基（藏語：ཀོང་སྤྱི་），是西藏噶廈政府設置的一個基巧（地級行政區），在今西藏自治区东南部。
原為波密土王的轄境，1913年西藏在其地设置工布基巧（藏語：ཀོང་པོ་སྤྱི་ཁྱབ་）。1928年改為直屬噶廈政府管理。
1954年，工布基巧辖区被划入塔布地区，改名塔工基巧，设置总管职务一名，行政机构驻则拉岗宗（今林芝市巴宜區）。辖加查、朗宗、觉木、则拉岗、雪喀、江达等宗和拉绥、金东、古如朗木杰、白玛桂等谿。1955年撤销，辖区划归塔工办事处。